# Lijst van administratieve eenheden in Kiên Giang
Deze lijst bevat een overzicht van administratieve eenheden in Kiên Giang (Vietnam).
De provincie Kiên Giang ligt in het zuiden van Vietnam, dat ook wel de Mekong-delta wordt genoemd. De oppervlakte van de provincie bedraagt 6438,33 km² en telt ruim 1.726.000 inwoners. Kiên Giang is onderverdeeld in één stad, één thị xã en dertien huyện.

## Stad

### Thành phốRạch Giá
- Phường An Bình
- Phường An Hòa
- Phường Rạch Sỏi
- Phường Vĩnh Bảo
- Phường Vĩnh Hiệp
- Phường Vĩnh Lạc
- Phường Vĩnh Lợi
- Phường Vĩnh Quang
- Phường Vĩnh Thanh
- Phường Vĩnh Thanh Vân
- Phường Vĩnh Thông
- Xã Phi Thông

## Thị xã

### Thị xãHà Tiên
- Phường Bình San
- Phường Đông Hồ
- Phường Pháo Đài
- Phường Tô Châu
- Xã Mỹ Đức
- Xã Thuận Yên
- Xã Tiên Hải

## Huyện

### Huyện An Biên
- Thị trấn Thứ Ba
- Xã Đông Thái
- Xã Đông Yên
- Xã Hưng Yên
- Xã Nam Thái
- Xã Nam Thái A
- Xã Nam Yên
- Xã Tây Yên
- Xã Tây Yên A

### HuyệnAn Minh
- Thị trấn Thứ Mười Một
- Xã Đông Hòa
- Xã Đông Hưng (Kiên Giang)
- Xã Đông Hưng A
- Xã Đông Hưng B
- Xã Đông Thạnh
- Xã Tân Thạnh
- Xã Thuận Hòa
- Xã Vân Khánh
- Xã Vân Khánh Đông
- Xã Vân Khánh Tây

### Huyện Châu Thành
- Thị trấn Minh Lương
- Xã Bình An
- Xã Giục Tượng
- Xã Minh Hòa
- Xã Mong Thọ
- Xã Mong Thọ A
- Xã Mong Thọ B
- Xã Thạnh Lộc
- Xã Vĩnh Hòa Hiệp
- Xã Vĩnh Hòa Phú

### Huyện Giang Thành
- Xã Phú Lợi
- Xã Phú Mỹ
- Xã Tân Khánh Hoà
- Xã Vĩnh Điều
- Xã Vĩnh Phú

### Huyện Giồng Riềng
- Thị trấn Giồng Riềng
- Xã Bàn Tân Định
- Xã Bàn Thạch
- Xã Hòa An
- Xã Hòa Hưng
- Xã Hòa Lợi
- Xã Hòa Thuận
- Xã Long Thạnh
- Xã Ngọc Chúc
- Xã Ngọc Hòa
- Xã Ngọc Thành
- Xã Ngọc Thuận
- Xã Thạnh Bình
- Xã Thạnh Hòa
- Xã Thạnh Hưng
- Xã Thạnh Lộc
- Xã Thạnh Phước
- Xã Vĩnh Phú
- Xã Vĩnh Thạnh

### Huyện Gò Quao
- Thị trấn Gò Quao
- Xã Định An
- Xã Định Hòa
- Xã Thới Quản
- Xã Thuỷ Liễu
- Xã Vĩnh Hòa Hưng Bắc
- Xã Vĩnh Hòa Hưng Nam
- Xã Vĩnh Phước A
- Xã Vĩnh Phước B
- Xã Vĩnh Thắng
- Xã Vĩnh Tuy

### Huyện Hòn Đất
- Thị trấn Hòn Đất
- Thị trấn Sóc Sơn
- Xã Bình Giang
- Xã Bình Sơn
- Xã Lình Huỳnh
- Xã Mỹ Hiệp Sơn
- Xã Mỹ Lâm
- Xã Mỹ Phước
- Xã Mỹ Thái
- Xã Mỹ Thuận
- Xã Nam Thái Sơn
- Xã Sơn Bình
- Xã Sơn Kiên
- Xã Thổ Sơn

### Huyện Kiên Hải
- Xã An Sơn
- Xã Hòn Tre
- Xã Lại Sơn
- Xã Nam Du

### Huyện Kiên Lương
- Thị trấn Kiên Lương
- Xã Bình An
- Xã Bình Trị
- Xã Dương Hòa
- Xã Hòa Điền
- Xã Hòn Nghệ
- Xã Kiên Bình
- Xã Sơn Hải

### Huyện Phú Quốc
- Thị trấn An Thới
- Thị trấn Dương Đông
- Xã Bãi Thơm
- Xã Cửa Cạn
- Xã Cửa Dương
- Xã Dương Tơ
- Xã Hàm Ninh
- Xã Hòn Thơm
- Xã Thổ Châu

### Huyện Tân Hiệp
- Thị trấn Tân Hiệp
- Xã Tân An
- Xã Tân Hiệp A
- Xã Tân Hiệp B
- Xã Tân Hòa
- Xã Tân Hội
- Xã Tân Thành
- Xã Thạnh Đông
- Xã Thạnh Đông A
- Xã Thạnh Đông B
- Xã Thạnh Trị

### Huyện U Minh Thượng
- Xã An Minh Bắc
- Xã Hoà Chánh
- Xã Minh Thuận
- Xã Thạnh Yên
- Xã Thạnh Yên A
- Xã Vĩnh Hòa

### Huyện Vĩnh Thuận
- Thị trấn Vĩnh Thuận
- Xã Phong Đông
- Xã Tân Thuận
- Xã Vĩnh Bình Bắc
- Xã Vĩnh Bình Nam
- Xã Vĩnh Bình Nam
- Xã Vĩnh Phong
- Xã Vĩnh Thuận